# Antidoto
Antidoto är den cypriotiska artisten Anna Vissis album som kom ut år 1998.

## Låtlista
1. Erotevmenaki (Min lilla kärlek)
2. S'eho Epithimisei (Jag har saknat dig)
3. Methismeni Mou Kardia  (Mitt berusade hjärta)
4. Gazi (Gas)
5. Antidoto (Motgift)
6. Magava Tout (Magava Tout)
7. Pali Gia Sena (För dig igen)
8. O Telefteos Stathmos (Mitt sista stopp)
9. Gi Alla (För annat)
10. Mou Anikis (Du tillhör mig)
11. O Ponos Tis Agapis (Kärlekens smärta)
12. Denome (Jag fäster mig)
13. Tilefonaki (Liten telefon)
14. Na Ton Agapas (Älska honom)